# Bibliothèque de la Sorbonne
Cet article possède un paronyme, voir Bibliothèque Robert de Sorbon.
Ne doit pas être confondu avec Bibliothèque de Sorbonne Université.
Pour les articles homonymes, voir BIS.
La bibliothèque de la Sorbonne (officiellement bibliothèque interuniversitaire de la Sorbonne ou BIS) est une bibliothèque interuniversitaire (Paris 1 Panthéon-Sorbonne, Sorbonne-Nouvelle) rattachée pour sa gestion à l'université Paris 1 Panthéon-Sorbonne, et située au 17 rue de la Sorbonne, dans le 5e arrondissement de Paris.
Elle doit son nom à son implantation principale au sein de la Sorbonne. La Sorbonne tire elle-même son nom du collège de Sorbonne, fondé par Robert de Sorbon, puisqu'elle est construite sur l'ancien site du collège. La bibliothèque de l'Institut de Géographie, située 191 rue Saint-Jacques, lui est rattachée.

## Histoire
La bibliothèque de la Sorbonne a été fondée en 1765 et ouverte au public en 1770 sous le nom de « bibliothèque de l'université de Paris ». Elle est alors installée dans les locaux du collège Louis-le-Grand, actuel lycée Louis-le-Grand.
Le fonds initial combine l'ancienne bibliothèque du recteur Jean-Gabriel Petit de Montempuis, une partie de la bibliothèque du collège de Sorbonne et celles des 28 collèges parisiens supprimés. Il est ensuite complété par des achats.
L'université est supprimée en 1793 et les documents de la bibliothèque sont déplacés au dépôt littéraire dit « Louis-la-Culture » (actuelle église Saint-Paul-Saint-Louis).
Quelques manuscrits sont alors retirés de l'ensemble pour rejoindre la Bibliothèque nationale, mais le dépôt s'enrichit d'apports extérieurs, notamment de biens confisqués aux Condé, à la Maison de Rougé et aux Montmorency.
Finalement, l'ancien collège[Lequel ?] reprenant des activités d'enseignement, il est décidé, à partir de 1796, d'y réinstaller les livres du dépôt « Louis-la-Culture ». À la création des lycées en 1802, la bibliothèque prend le nom de « bibliothèque des lycées de Paris ». En 1808, elle devient pour la première fois la « bibliothèque de l'université de France ».
En 1823, la bibliothèque déménage de l'autre côté de la rue saint-Jacques pour s'installer dans la Sorbonne, dans les bâtiments du XVIIe siècle.
En 1844, Philippe Le Bas est nommé à la tête de la bibliothèque ; jusqu'en 1860, il ne ménage pas ses efforts pour améliorer la situation de la bibliothèque, avec d'importantes acquisitions, une réorganisation des collections et la création de cinq sections. La bibliothèque donne à cette époque plusieurs livres et documents rares qu'elle possédait en double aux bibliothèques nationale et impériale. En 1861, la bibliothèque reprend le nom de « bibliothèque de l'université de France ». Friedrich Klincksieck a été le principal libraire en livres étrangers de la bibliothèque de l'université. Léon Renier, qui succède à Le Bas, de 1860 à 1885, poursuit la même politique.

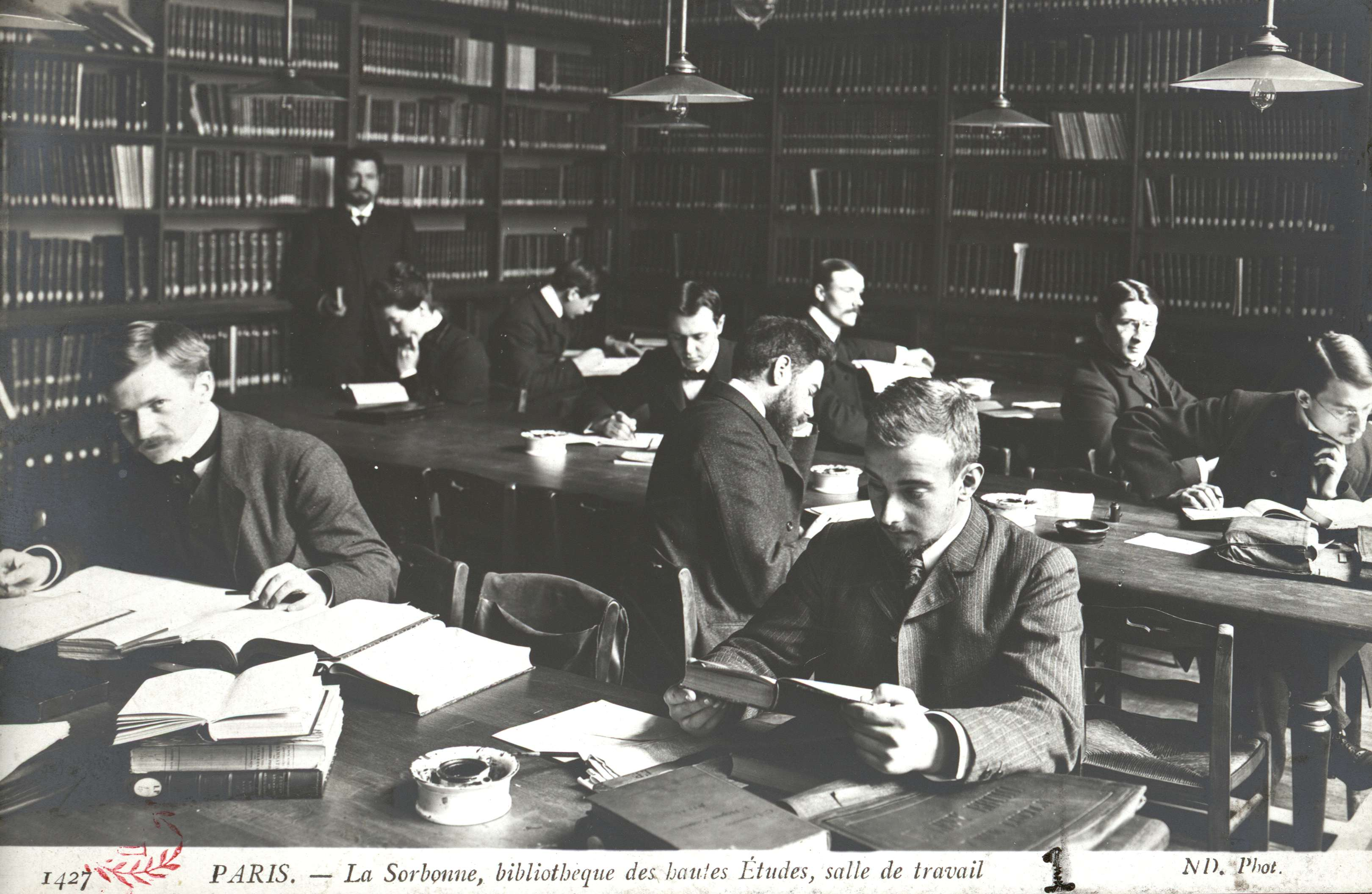
« Bibliothèque des hautes études », actuelle salle Jankélévitch de la bibliothèque de la Sorbonne.

Au moment de la construction de la « nouvelle Sorbonne » sous la direction d'Henri-Paul Nénot, il est décidé de rebâtir la bibliothèque. Les travaux durent de 1885 à 1901. La décoration de l'escalier est du peintre Georges-Antoine Rochegrosse : "Le chant des muses éveille l'âme humaine".
Par le décret du 28 juin 1910, la bibliothèque de la Sorbonne est rattachée à un ensemble plus vaste dénommé « bibliothèque de l'université de Paris ». Cette bibliothèque est composée de cinq sections : 
- la section Lettres et la section Sciences sont à la Sorbonne ;
- la section Médecine, située à la faculté de médecine, correspond à la future Bibliothèque interuniversitaire de médecine, actuelle BIU Santé de l'université Paris-Cité ;
- la section Pharmacie, située à la faculté de pharmacie, correspond à la future Bibliothèque interuniversitaire de pharmacie ;
- la section Droit, installée au sein de la faculté, est la future Bibliothèque Cujas des actuelles universités Panthéon-Sorbonne et Panthéon-Assas.

De 1930 à 1970, la bibliothèque de la Sorbonne est le siège de la bibliothèque de l'université de Paris et dispose d'un bibliothécaire en chef. En 1970, les collections scientifiques modernes (depuis 1945 environ) sont transférées à Saint-Victor (appelé Campus de Jussieu) pour former la Bibliothèque interuniversitaire scientifique de Jussieu (BIUSJ).
En 1972, la bibliothèque forme, avec la Bibliothèque d'art et d'archéologie, la Bibliothèque Sainte-Geneviève et la bibliothèque des étudiants malades, une bibliothèque interuniversitaire A.
En 1978, elle retrouve son autonomie et reçoit son nom actuel. Par le même décret, elle se voit confier la bibliothèque de l'Institut de Géographie et la bibliothèque Victor-Cousin.
De 2010 à 2013, la bibliothèque de la Sorbonne est fermée pour cause de rénovations à la suite d'un avis échu en 2003 par la commission de sécurité de la préfecture de police de Paris, qui disait que la sécurité de la bibliothèque n’était pas conforme. Le coût de ces rénovations est estimé à 14,7 millions d’euros.

## Locaux

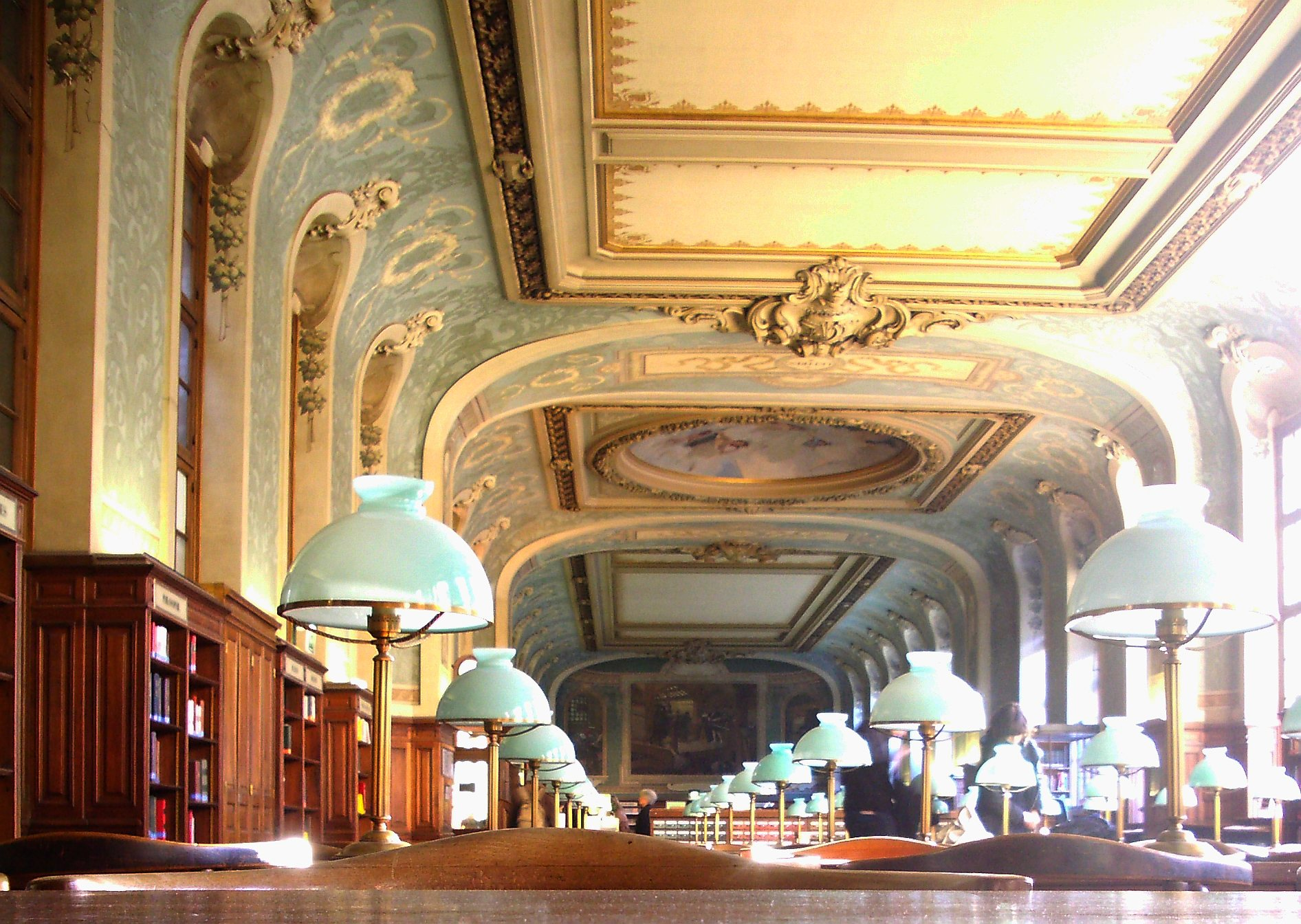
Tables.

La bibliothèque est installée à la Sorbonne dans le bâtiment qui donne sur la cour d'honneur, face à l'entrée principale. Depuis la réouverture en novembre 2013, l'entrée et les inscriptions se font dans un nouveau hall situé à l'intersection des galeries Sorbon et Richelieu. Au premier étage, la bibliothèque propose cinq salles thématiques. La grande salle de lecture, baptisée salle Jacqueline-de-Romilly est consacrée à la littérature. S'y ajoutent deux salles philosophie (salles Jankélévitch et Aristote) et deux salles d'histoire, la salle Fustel de Coulanges consacrée à l'Antiquité et au Moyen Âge (ancienne salle Saint-Jacques) et la salle Labrousse consacrée à l'histoire moderne et contemporaine. Au quatrième étage est installée la nouvelle salle de Réserve qui assure la communication du fonds ancien et précieux ainsi qu'au fonds Victor Cousin. Ces salles de lecture sont complétées par une salle de consultation des microformes, une salle de groupe étudiants, une salle de groupe recherche pour les doctorants et une salle avec réservation de carrels pour les enseignants-chercheurs, une salle de formation ainsi qu'un espace de détente. Lui est également rattachée la bibliothèque de l'Institut de géographie, située au 191, rue Saint-Jacques.
La rénovation de 2010-2013
En septembre 2010 ont commencé des travaux de réhabilitation du site de la Sorbonne qui ont duré jusqu'en novembre 2013. Financés par la mairie de Paris, propriétaire des locaux, ils avaient pour but la mise en sécurité ainsi que le réaménagement des locaux de la bibliothèque. Ils ont débouché notamment sur la création d'un accueil de plain pied avec les galeries Richelieu et Sorbon et de nouvelles salles de lecture.
Ce projet a entraîné un déménagement des collections et une réouverture de la bibliothèque sur le site de Sainte-Barbe, 4, rue Valette. La bibliothèque y a accueilli les lecteurs de mai 2010 à mai 2013, dans deux salles de lecture de l'ancien collège Sainte-Barbe. En mai 2013, la bibliothèque a fermé à nouveau  pour réemménager sur le site Sorbonne.
La réouverture de la bibliothèque a eu lieu le 15 novembre 2013.

## Statut et organisation
La bibliothèque de la Sorbonne est un service inter-établissements de coopération documentaire commun aux universités suivantes :
- Université Paris 1 Panthéon-Sorbonne
- Université Sorbonne-Nouvelle

Son fonctionnement est régi par la convention signée en 2020 entre les deux universités. L'université Paris 1 Panthéon-Sorbonne est l'établissement de rattachement.
Les instances de l'université sont le conseil et le directeur.
Le conseil comprend : 
- 24 membres ayant voix délibérative
  - les présidents des deux universités ;
  - huit enseignants-chercheurs, soit quatre par université ;
  - quatre représentants du personnel scientifique de la bibliothèque ;
  - quatre représentants des autres catégories de personnel de la bibliothèque ;
  - quatre étudiants, deux par université ;
  - deux personnalités extérieures ;
- avec voix consultative
  - le directeur
  - l'agent comptable de l'université Paris 1
  - les directeurs des SCD des universités partenaires et le directeur de la bibliothèque Cujas, de la bibliothèque Sainte-Geneviève et de la bibliothèque Sainte-Barbe
  - une ou plusieurs personnes, à titre d'expert, selon les questions à l'ordre du jour.

Projet pour l'un des tableaux de péristyle de l'escalier d'honneur de la Sorbonne : Pascal en compagnie de Désargues et du Père Mersenne, exposant à Descartes ses projets d'expérience sur la pesanteur de l'air, place Royale, en 1643. Par Théobald Chartran, 1886-1889. Source : Bibliothèque de la Sorbonne (NuBIS).

Le conseil fixe les règles générales de fonctionnement de la bibliothèque. Il étudie et valide la politique documentaire et toutes les activités de partenariat scientifique ou documentaire.
Il examine le budget et le compte financier, mais la décision définitive en la matière revient au conseil d'administration de Paris 1.
Le directeur de la bibliothèque est nommé par le ministre chargé de l'enseignement supérieur ; il est généralement choisi dans le corps des conservateurs des bibliothèques.
Il a autorité sur le personnel affecté à la bibliothèque et est ordonnateur secondaire de son budget. Il est chargé de la gestion de la bibliothèque au quotidien, mais aussi de préparer et d'exécuter les décisions, selon le cas, du conseil ou du conseil d'administration de l'université de rattachement.

## Collections
La bibliothèque de la Sorbonne a hérité des collections constituées depuis 1770, à l'exception de celles qui en ont été distraites, en particulier pour les sciences.
Néanmoins, ses collections antérieures à 1950 sont aussi riches dans le domaine des sciences dures que dans celui des lettres et sciences humaines.
Généraliste en sciences humaines et sociales, la bibliothèque a cependant mis l'accent sur quelques domaines d'excellence : l'histoire médiévale et moderne, la géographie, la philosophie, l'Antiquité classique et la littérature française et étrangère.
Dans ces domaines, elle acquiert des monographies françaises et étrangères à usage de recherche, ainsi que des périodiques. Sa politique de développement de collection a pour but de compléter les collections de ses disciplines avant tout.
Au-delà de ces domaines d'excellence, la bibliothèque acquiert des documents en sciences religieuses, ainsi qu'en langue et littérature anglaises, allemandes, espagnoles et italiennes.
La bibliothèque possède plus de 18 000 thèses imprimées, ainsi que 15 000 sur microfiches.
Riche de 17 750 titres de périodiques sur papier, dont 4 370 vivants et parmi eux une large majorité en langues étrangères. Ses collections rassemblent 60 % de livres en langues étrangères et 66 % de périodiques en langues étrangères. Parmi ceux-ci, 20 % sont en anglais, ce qui en fait la deuxième langue la plus présente dans la collection, précédée du français, et suivie de l’allemand, du russe et des langues slaves et des langues romanes. La bibliothèque donne également accès à des collections de ressources électroniques (bases de données, ebooks et périodiques électroniques) particulièrement riches dans ces domaines d'excellence. Elle acquiert chaque année une moyenne de 6000 abonnements à des périodiques, ainsi qu'environ 15 000 nouveaux livres.
Le processus d'acquisition et de développement de collection de la bibliothèque de la Sorbonne est sélectif, contrairement à un processus d'acquisition en masse où il y a peu de tri. Ceci s'explique par des raisons budgétaires, mais malgré cela, la bibliothèque vise à avoir des collections exhaustives en sélectionnant avec soin ce qui complètera au mieux sa collection.
La collection du domaine d'excellence en littérature comprend, en plus des textes littéraires, français et étrangers, des textes sur les sous-disciplines suivantes : la philologie, l’histoire des langues, la linguistique et l’histoire littéraire ainsi que la théorie littéraire, qui comprend plusieurs sous-thèmes tels que la stylistique, la poétique et les théories de la réception. La bibliothèque de la Sorbonne acquiert principalement des documents sur l'antiquité gréco-romaine pour compléter sa collection du pôle d'excellente en Antiquité classique, mais elle acquiert également certains documents concernant l'Antiquité orientale et l’Europe protohistorique. La collection du domaine de l'histoire comprend les thématiques suivantes : l'histoire ancienne, l'histoire médiévale, l'histoire moderne, l'histoire du XIXe siècle, l'histoire du XXe siècle, l'histoire du XXIe siècle ainsi que des documents sur l'histoire générale. La collection en discipline de philosophie couvre toute l'histoire de la philosophie ainsi que les courants philosophiques contemporains de l'Occident. Elle couvre également plusieurs sous-disciplines de la philosophie telles que la métaphysique, la philosophie morale, la philosophie politique, la philosophie du droit, l'esthétique, la philosophie de la religion, la logique, la philosophie de la connaissance, la philosophie du langage et la philosophie des sciences. La collection du domaine d'excellence en géographie rassemble 7000 titres de cartes géographiques.

### Fonds patrimonial

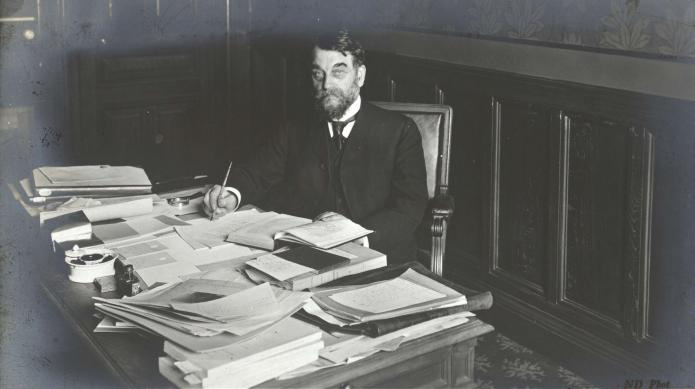
Le professeur Paul Vidal de la Blache. La Sorbonne. ND Phot. Source : Bibliothèque de la Sorbonne (NuBIS).

Le fonds patrimonial de la Bibliothèque de la Sorbonne se compose de manuscrits, estampes et imprimés antérieurs à 1800, divisés en trois ensembles : le fonds de la Sorbonne, le fonds Victor-Cousin, et le fonds Richelieu. Parmi ses fonds anciens ou précieux, la bibliothèque possède en propre plus de 2 500 manuscrits, ainsi que les archives de l'ancienne université de Paris, plus de 5 000 estampes, 364 plaques de verre et plus de 400 000 livres anciens.
La bibliothèque Victor-Cousin comprend près de 500 manuscrits et 30 000 imprimés. La collection dite « Richelieu » comprend des archives de la famille de Richelieu, notamment Louis François Armand de Vignerot du Plessis, duc de Richelieu et d'Armand Emmanuel du Plessis de Richelieu.
Son document le plus ancien date du Xe siècle. Il s'agit d'un fragment d’évangéliaire.
Le fonds s’oriente vers un public universitaire, dans l'intérêt de fournir une bibliothèque savante pour la communauté. L'accent est posé sur les textes plutôt que sur l'aspect visuel des documents.

### Catalogues
La bibliothèque dispose d'un catalogue informatisé qui comprend tous les documents entrés depuis 1975 et s'enrichit progressivement de notices pour les ouvrages antérieurs. À cette date, un service des manuscrits et du livre ancien a été créé, regroupant la réserve de la bibliothèque et la bibliothèque Victor-Cousin, puis enrichi en 1985. Le fonds patrimonial de la Bibliothèque de la Sorbonne a été négligé en raison du manque de personnel dédié. Néanmoins, c’est en 1993 que les imprimés anciens ont été regroupés dans un magasin inaccessible au public, soit environ 80 % du fonds patrimonial. Ces décisions ont permis de mettre en place une politique de conservation et de valorisation du patrimoine.
Pour les documents dont la notice n'est pas informatisée, il faut recourir aux catalogues sur fiches.
Les manuscrits ont fait l'objet de plusieurs phases de catalogage et figurent dans le catalogue collectif Calames. Il existe également un catalogue des estampes.
La bibliothèque Victor-Cousin dispose de ses propres catalogues.

#### Expositions
La Bibliothèque de la Sorbonne a longtemps organisé des expositions où ses collections ne représentaient qu'une petite part des documents exposés. Elles étaient financées par des collaborateurs tels que la chancellerie des universités de Paris, et pouvait comprendre des prêts d'autres institutions.
En 1991, l'exposition « Cent un livres rares ou précieux de la bibliothèque de la Sorbonne » marque un changement, avec une exposition exclusivement basée sur ses propres livres et financée sur son propre budget. Afin de réduire les coûts de production, il n'y a pas de décorateur. La chapelle de la Sorbonne est utilisée comme décor, avec des vitrines de location, et un éclairage indirect. Le catalogue a été produit en interne pour que cela soit plus économique. La seule dépense importante a été pour la sécurité des ouvrages exposés. Cela a été assuré par une société de gardiennage.
Le succès de cette exposition (16 000 visiteurs en trois semaines) et son coût modéré (moins de 250 000 F) ont encouragé la bibliothèque à organiser d'autres expositions similaires. Fort de cette nouvelle autonomie, la bibliothèque prévoit en 1993, une exposition de livres d'emblèmes et de devises publiés de 1531 à 1735. Par la suite, une exposition de livres de zoologie de la Renaissance était prévue pour juin 1996. Ces expositions, autofinancés par la bibliothèque elle-même, mettent en avant ses collections.
D'autres bibliothèques relevant du ministère de l'Éducation nationale peuvent également y participer, notamment la bibliothèque Sainte-Geneviève, la bibliothèque Mazarine et la bibliothèque du Muséum national d'histoire naturelle.

### Des CADIST à CollEx-Persée
La bibliothèque de la Sorbonne constitue un Centre d'acquisition et de diffusion de l'information scientifique et technique (CADIST) depuis 1983, d'abord au titre de la seule histoire moderne, puis en 1992 à celui de l'histoire médiévale et moderne. S'agissant de l'histoire médiévale, la spécialité de la Sorbonne se situe plutôt dans le Haut Moyen Âge, l'université de Poitiers traitant davantage le Moyen Âge central.
À ce CADIST, se sont ajoutés en 1989 celui de géographie et en 2008 le nouveau CADIST Antiquité, conjointement avec l'école française d'Athènes.
Depuis la suppression des CADIST au 1er janvier 2018, la BIS participe activement au dispositif CollEx-Persée qui y a succédé pour développer des réseaux documentaires et des services articulant documentation et recherche. La BIS est dans ce nouveau cadre bibliothèque délégataire pour quatre grandes disciplines en sciences humaines :  histoire, géographie, philosophie et sciences de l'Antiquité. Elle a obtenu également la labellisation comme « collections d'excellence » des collections de la bibliothèque de la Sorbonne et celle de la Bibliothèque de géographie.
Les plans de conservation partagée s'inscrivent désormais dans le dispositif CollEx-Persée : la BIS copilote avec le CTLES quatre plans de conservation partagée (PCP) en philosophie, géographie, histoire et sciences de l'Antiquité. Elle est aussi un partenaire de premier plan dans les PCP Langues d’Europe balkanique, centrale et orientale (EBCO), Langue et littérature allemandes, et italien.
En 2018-2019, trois des projets qu'elle a présentés dans le cadre du premier appel à projets CollEx-Persée ont été retenus : l’édition des Archives parlementaires en collaboration avec Persée, la numérisation et valorisation de la correspondance de la marquise Arconati-Visconti et l'enrichissement et alignement de notices d'autorités de divinités et héros du monde antique, RefDivinités.
En 2019-2020, un projet de numérisation valorisation des thèses ès lettres soutenues en France au XIXe siècle, ès lettres, a été lauréat.
En 2021-2022, deux projets ont été financés : PRET19, projet de numérisation et valorisation scientifique des registres de prêt des bibliothèques de la Sorbonne, de l’École normale supérieure et de la Bibliothèque Sainte-Geneviève au XIXe siècle et ORESM (Œuvres et Référentiels des Étudiants, Suppôts et Maîtres de l’université de Paris au Moyen Âge), projet de portail sur la vie universitaire au Moyen Âge comprenant un inventaire virtuel des archives de l’université de Paris et la création d’un référentiel des auteurs médiévaux.

## NuBIS: libre accès aux collections numérisées
NuBIS est la bibliothèque numérique de la bibliothèque de la Sorbonne, construite à partir du logiciel libre Omeka (version Omeka S).

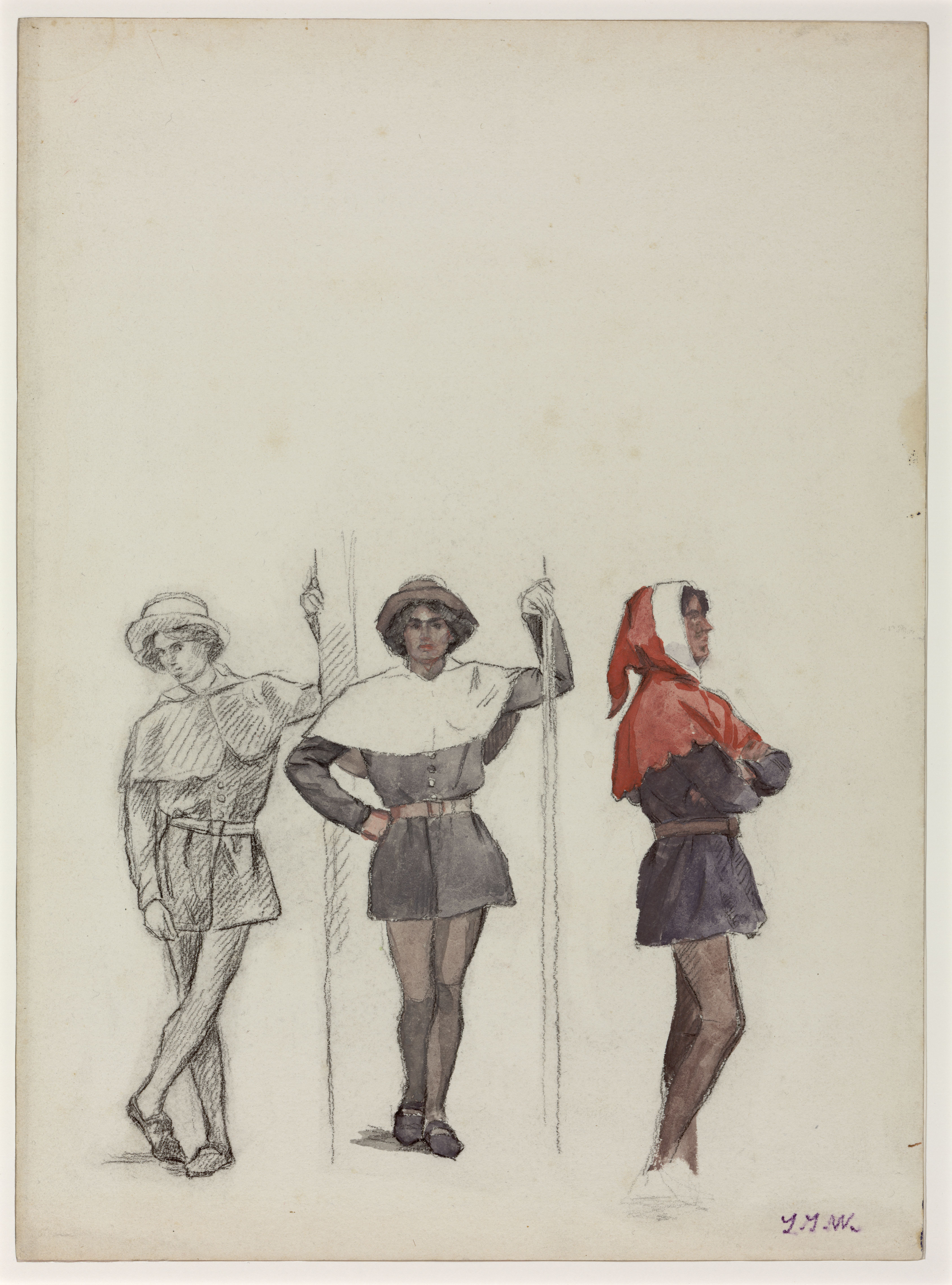
Étude pour La Foire du Lendit, fresque décorant la cour d'honneur de la nouvelle Sorbonne, par Jean-Joseph Weerts, ca. 1903. Source : Bibliothèque de la Sorbonne (NuBIS).

Ouverte en libre accès depuis avril 2017, elle met à la disposition du public les collections numérisées de la bibliothèque de la Sorbonne. Celles-ci se composent de manuscrits, de dessins, d’estampes, de monographies imprimées, de cartes ou encore de photographies.

## PRET19
Le Projet de Répertoire des Emprunteurs et Titres empruntés au XIXe Siècle (PRET19) , vise à la numérisation, l'exploitation et la valorisation des registres de prêt des bibliothèques universitaires parisiennes du XIXe siècle. C’est notamment le cas de la Bibliothèque interuniversitaire de la Sorbonne (BIS).
Lors de sa fondation, la BIS ne possédait pas de registres de prêt, ce qui a limité la pratique du prêt. Les premiers registres datant de 1811, concernent les prêts faits aux étudiants de l'École normale. Les fonds sont conservés à la Sorbonne à partir de 1824, puis au lycée Louis-le-Grand à partir de 1844. Le prêt était alors réservé principalement aux élèves et aux professeurs.
Le public se diversifie à partir du milieu du XIXe siècle. Le nombre d'emprunteurs augmente et les pratiques d'emprunt évoluent. L'École normale supérieure (ENS) établit alors ses propres registres de prêt.
L'exploitation de ces registres reste à faire dans le domaine de la recherche, tout particulièrement pour la compréhension de l'évolution des sciences, y compris les mathématiques, à la fin du XIXe siècle.

## Accès et services
L'accès à la bibliothèque est réservé aux personnes inscrites. Le manque de place a conduit à restreindre l'accès aux étudiants en lettres et sciences humaines des universités partenaires à partir de la troisième année de licence et aux autres étudiants à partir du master. En parallèle, depuis 2015, elle communique le nombre de places disponibles en temps réel via une application mobile, Affluences, ainsi qu'un tableau des tendances d'affluence sur son site internet. La bibliothèque est également accessible aux enseignants-chercheurs et chercheurs français et, sur accréditation, à leurs collègues étrangers. Comme dans d'autres bibliothèques, une personne n'entrant pas dans les catégories précédentes mais justifiant d'une recherche nécessitant la consultation d'un document spécifique peut bénéficier d'un laissez-passer temporaire. La réservation en ligne et la communication des documents ainsi que l'accès aux ressources électroniques sont ouverts à tous les lecteurs inscrits. Le prêt des collections modernes est limité aux enseignants et/ou chercheurs dans une structure publique française de recherche et d’enseignement supérieur, aux doctorants et étudiants en M2 justifiant d’une inscription dans un établissement supérieur public en France et aux étudiants en L3 et M1 des universités partenaires (Paris 1, 3, 4, 5, et 7) et de certains grands établissements (ENC, ENS, INALCO, EHESS, EPHE, INP, Sciences Po Paris).
La bibliothèque est ouverte du lundi au vendredi de 9 h à 20 h, sauf le jeudi, de 12 h à 20 h et de 10 h à 19 h le samedi. De juillet à mi-septembre, la bibliothèque reste ouverte en horaires réduits, du lundi au vendredi de 10 h à 19 h, sauf le jeudi, de 12 h à 19 h. La bibliothèque est fermée les dimanches et les jours fériés.

## Dans la fiction
Une scène du roman La Mémoire dans la peau (1980) se passe dans la bibliothèque.

## Peintures
- François Ier et Marguerite de Navarre, sa sœur, visitent l’imprimerie de Robert Estienne (1899) de Jean-Paul Laurens, dans la salle de lecture ;
- Richelieu examinant les plans de la Sorbonne de Marcel Baschet, dans la salle de lecture ;
- Et Scientia Quoque Poesis Erit (1897) de Guillaume Dubufe, plafond de la salle de lecture ;
- Le Chant des muses éveille l'âme humaine (1898) de Georges-Antoine Rochegrosse, dans l'escalier d'honneur.

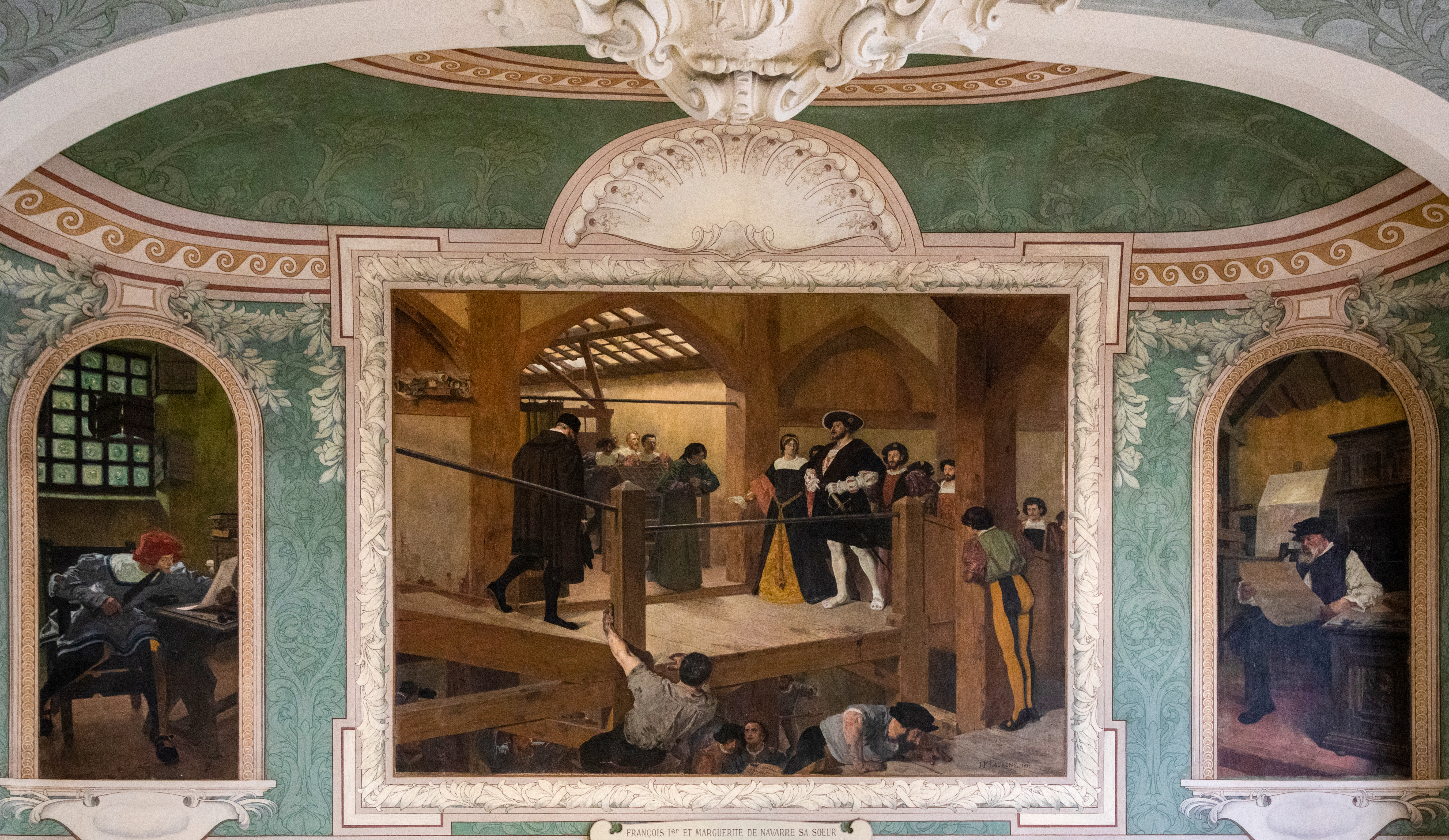
François Ier et Marguerite de Navarre, sa sœur, visitent l’imprimerie de Robert Estienne.
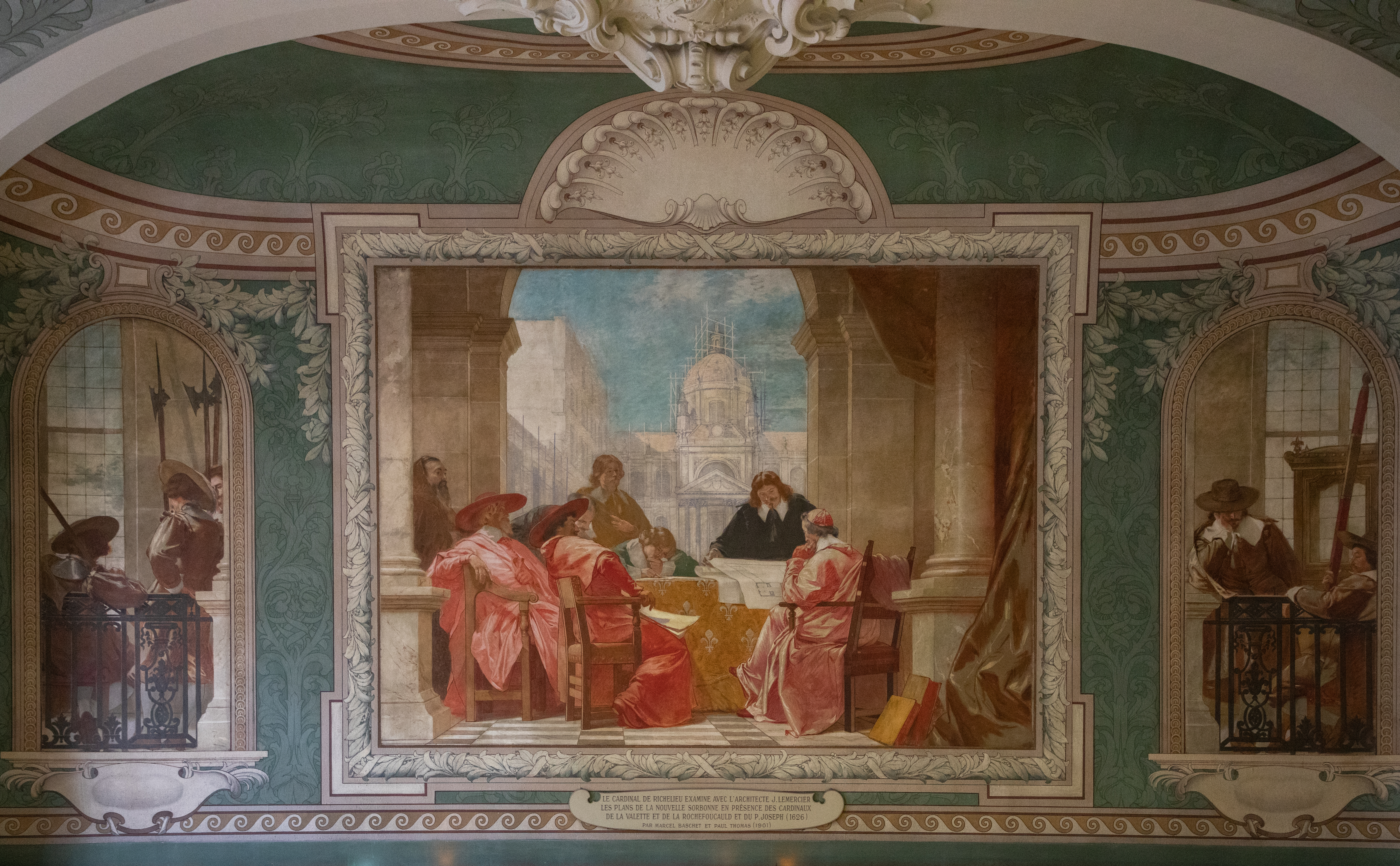
Richelieu examinant les plans de la Sorbonne.
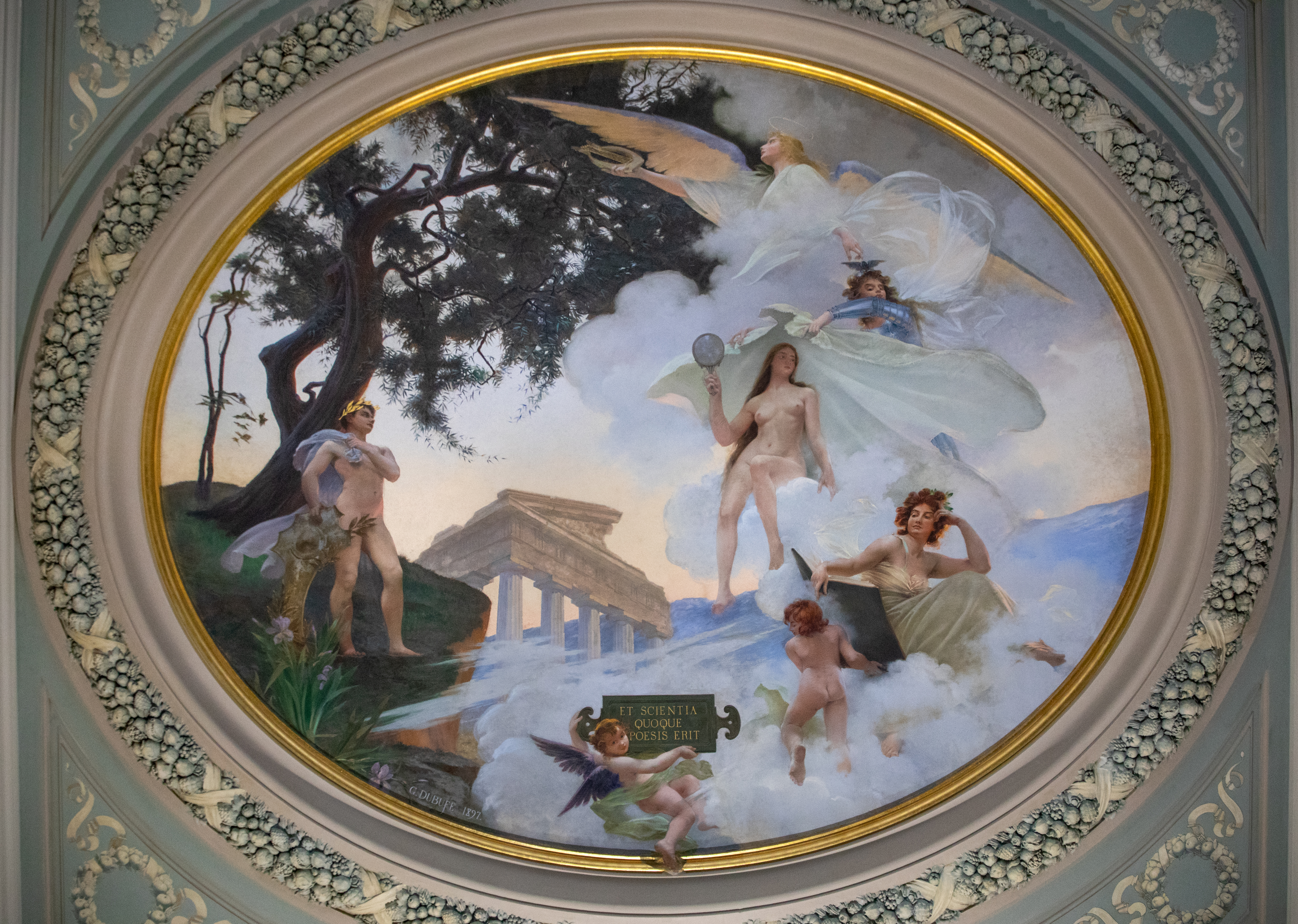
Et Scientia Quoque Poesis Erit.
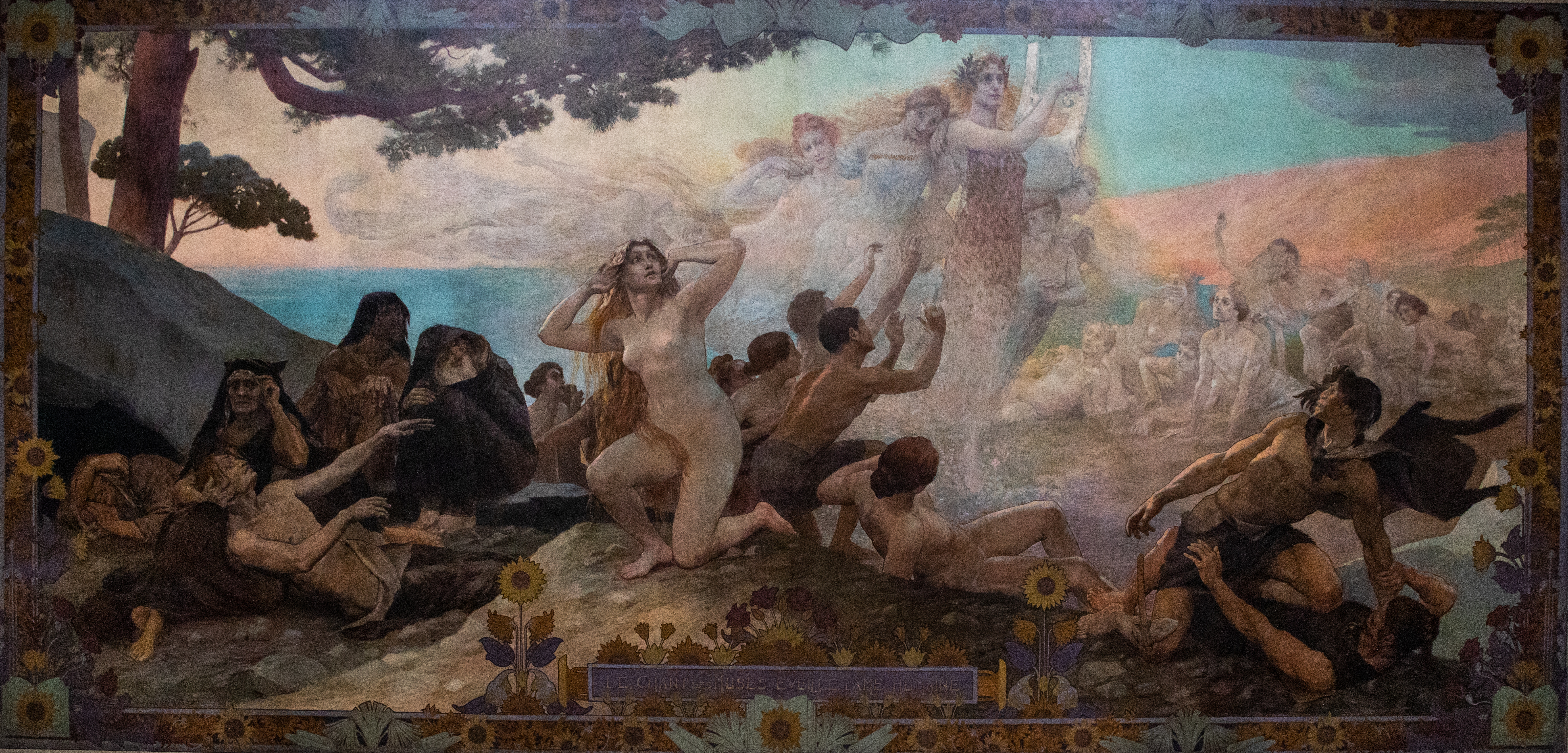
Le Chant des muses éveille l'âme humaine.